# Führungs-Akademie des DOSB
Die Führungs-Akademie des DOSB e.V. ist die zentrale Serviceeinrichtung des Deutschen Olympischen Sportbundes e.V. zu Fragen des Sportmanagements und der Verbandsentwicklung. Sie wurde 1980 in Berlin gegründet und hat seit 2003 ihren Standort in der Sportstadt Köln. Die Führungs-Akademie ist eine Angliederung des DOSB und hat zum Ziel, die Professionalität im organisierten Sport zu stärken, indem sie ehrenamtliche oder beruflich in Sportorganisationen Aktive berät und zu Fach-, Führungs- und Managementthemen weiterbildet. Als eigenständige, gemeinnützige Organisation ist sie ein neutraler Berater für Sportorganisationen und dem DOSB nicht weisungsgebunden. Eine der bekanntesten Veranstaltungen der Führungs-Akademie ist die Kölner Sportrede, in der Persönlichkeiten aus Sport, Politik, Kultur oder Gesellschaft den Sport aus einer Außenperspektive beleuchten. Festredner waren hier bereits unter anderem Wolfgang Schäuble, Fritz Pleitgen und Theo Zwanziger.

## Gründungsgeschichte
Die Führungs-Akademie wurde am 22. November 1980 unter dem Vereinsnamen „Führungs- und Verwaltungsakademie Berlin des Deutschen Sportbundes e.V.“ gegründet. Am 5. Dezember 1980 erfolgte die feierliche Eröffnung der Führungs- und Verwaltungsakademie (FVA), in dem eigens errichteten Gebäude.
Im Laufe der Jahre hat die Führungs-Akademie einige Namenswechsel, von der Willy Weyer Akademie (1988) über die Führungs-Akademie Berlin des Deutschen Sportbundes (1998) bis zur heutigen Führungs-Akademie des DOSB vollzogen.
Mit den Namenswechseln einhergehend veränderte sich im Laufe der Jahre auch die Angebotspalette der Führungs-Akademie. Zunächst fungierte sie als reine Weiterbildungseinrichtung, aufgrund wachsender Beratungsbedarfe ihrer Mitgliedsorganisationen wurde später das Geschäftsfeld Beratung eingeführt. Nicht nur die Anzahl an Geschäftsfeldern ist im Laufe der Jahre gewachsen, sondern auch die Anzahl an spezifischen Angeboten innerhalb der Geschäftsbereiche.
Seit 2003 hat die Führungs-Akademie ihren Sitz in Köln. Jährlich führt sie über 90 Weiterbildungsveranstaltungen, über 50 Beratungsprojekte sowie weitere Evaluationen, Expertisen und Vorträge durch.

## Vorstand
Der mit fünf Personen besetzte ehrenamtliche Vorstand besteht aus Vertreterinnen und Vertretern des organisierten Sports, mit Stand September 2023:
- Oliver Stegemann, Vorstandsvorsitzender (Vertreter des DOSB)
- Doris Birkenbach, Vertreterin der Landessportbünde
- Franz Allert, Vertreter der Olympischen Spitzenverbände
- Dr. Julia Walter, Vertreterin der Nicht-Olympischen Spitzenverbände
- Dr. Barbara Oettinger, Vertreterin der Verbände mit besonderen Aufgaben

## Mitgliedsorganisationen
Dem Trägerverein der Führungs-Akademie des DOSB e.V. gehören aktuell 82 Sportverbände an:
- alle 16 Landessportbünde
- 57 Spitzenverbände
- 9 Verbände mit besonderen Aufgaben

Die Führungs-Akademie arbeitet zudem eng mit der Sporthochschule Köln und dem Institut für Angewandte Trainingswissenschaft Leipzig zusammen.

## Aufgaben und Aktivitäten
Zweck des Vereins ist laut Satzung die Förderung des Sports, der Erziehung und der Volks- und Berufsbildung. Die Führungs-Akademie hat zum Ziel, die Professionalität im organisierten Sport zu stärken. Sie ist dazu in vier Geschäftsfeldern aktiv:
- Weiterbildung: vermittelt werden aktuelle und für den Sport relevante Themen. Dabei steht neben der Kompetenzentwicklung die Selbstreflexion und der Erfahrungsaustausch im Fokus. Das Qualifizierungsangebot ist bundesweit und sportartübergreifend ausgerichtet.
- Beratung: unterstützt werden die Mitgliedsorganisationen der Führungs-Akademie in ihren Entwicklungsvorhaben und bei umfassenden Veränderungsprozessen.
- Forum & Wissenschaft: aktuelle Trends und Zukunftsthemen werden aufgezeigt, Forschungsbedarfe identifiziert, und gesellschaftliche, für den Sport relevante Fragestellungen diskutiert.
- Mitgliederservice: Publikationen, Infodienste und Unterstützung von Fachexperten zu sportrelevanten Fachthemen.